# Шевченко (Розовский сельсовет)
Шевченко (укр. Шевченко) — село на Украине, находится в Шахтёрском районе Донецкой области. Под контролем самопровозглашённой Донецкой Народной Республики.

## География
Село расположено у истока реки Ольховки, правого притока реки Ольховой.
В Донецкой области имеется ещё 17 одноимённых населённых пунктов, в том числе село Шевченко Малоорловского сельсовета, расположенное том же в Шахтёрском районе; в соседних районах: Шевченко Макеевского горсовета (к юго-востоку от Макеевки), Шевченко Енакиевского горсовета (к юго-западу от Енакиева).

#### Соседние населённые пункты по странам света
С: Дружное, город Юнокоммунаровск
СЗ: город Енакиево
СВ: Славное, Шевченко (Малоорловского сельсовета), Малоорловка, Новоорловка
З: Розовка, город Ждановка
В: город Кировское
ЮЗ: Молодой Шахтёр
ЮВ: город Шахтёрск
Ю: Ольховка (ниже по течению Ольховки)

## Население
Население по переписи 2001 года составляло 490 человек.

## Общие сведения
Код КОАТУУ — 1425286903. Почтовый индекс — 86200. Телефонный код — 6255.

## Адрес местного совета
86221, Донецкая область, Шахтёрский р-н, с.Розовка, ул.Щорса, 4